# Луций Арунций (консул 6 г.)
Вижте пояснителната страница за други личности с името Луций Арунций.
Луций Арунций (на латински: Lucius Arruntius; * 28 пр.н.е.; † 37 г.) e политик на Римската империя.

## Биография
Произлиза от фамилията Арунции. Син е на Луций Арунций (консул 22 пр.н.е.).
През 6 г. той е консул заедно с Марк Емилий Лепид. Луций Арунций е много ценен от Август и е от най-влиятелните мъже в Сената. След смъртта на Август той дава в Сената предложение за честването на Август. Следващата година (15 г.) той е председател заедно с Гай Атей Капитон на комисията за управлението на течението на Тибър.
През 25 г. той е управител на провинция Близка Испания, но я управлява до 34 г. от Рим, понеже император Тиберий му няма доверие. Привържениците на Тиберий, Сеян и Макрон, са вражески настроени към Арунций и се стремят да направят процеси против него. Той печели единият процес от 32 г., но губи този от 37 г., малко преди смъртта на Тиберий. Той е съден като любовник на Албуцила и се самоубива, понеже не очаква помощ от Тиберий и следващия император.
Той вероятно е осиновил Луций Арунций Камил Скрибониан (консул 32 г.) и е дядо на градския префект Луций Арунций Фурий Скрибониан (квестор 49 г.). Неговата фамилия има горбница в Рим с доста запазени надписи.